# George Gordon
George Gordon (Lucan, perto de Dublin, 25 de fevereiro de 1806 — Kew , 1 de outubro de 1879) foi um botânico irlandês.